# 舟の噴水

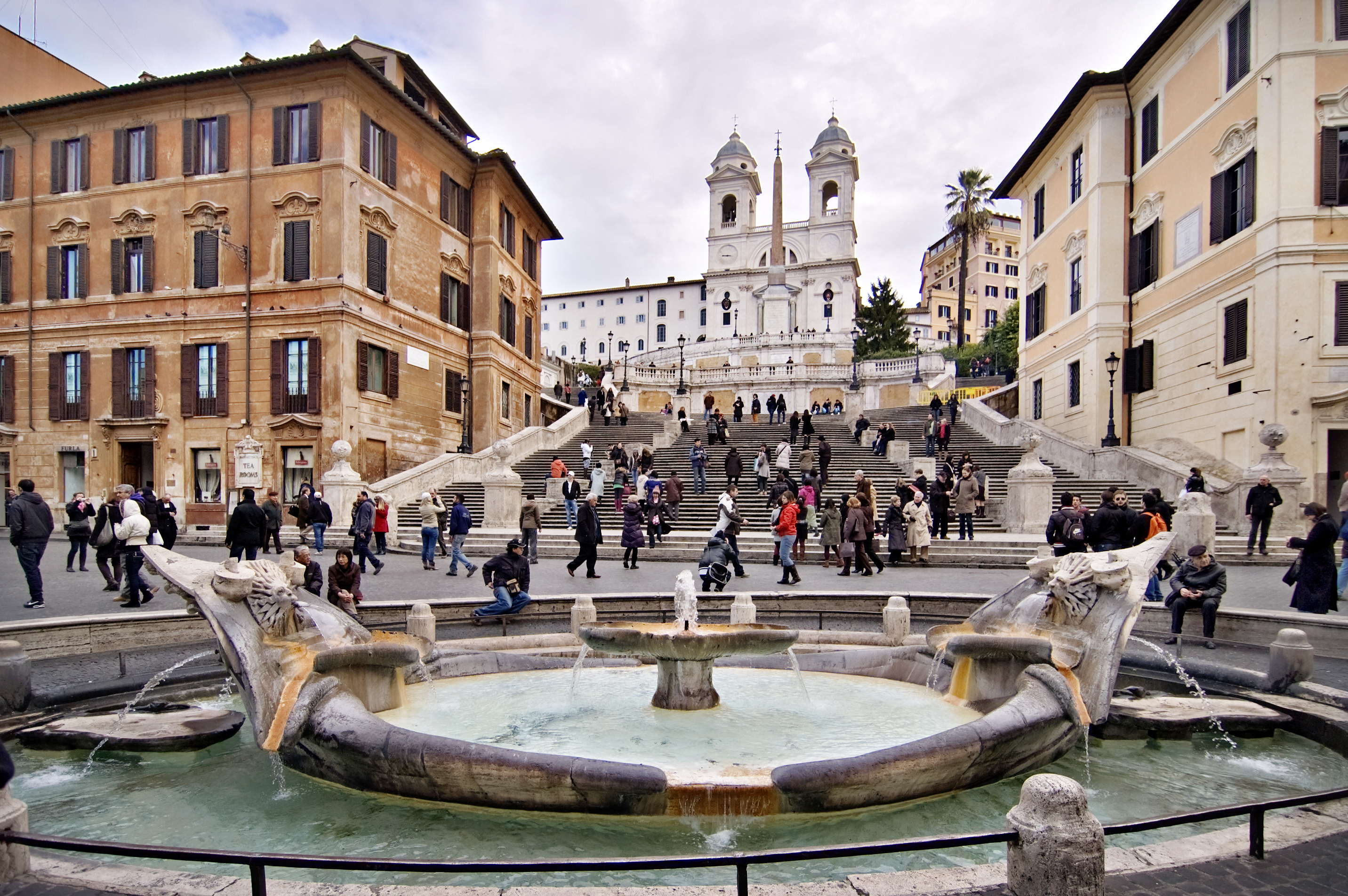
舟の噴水

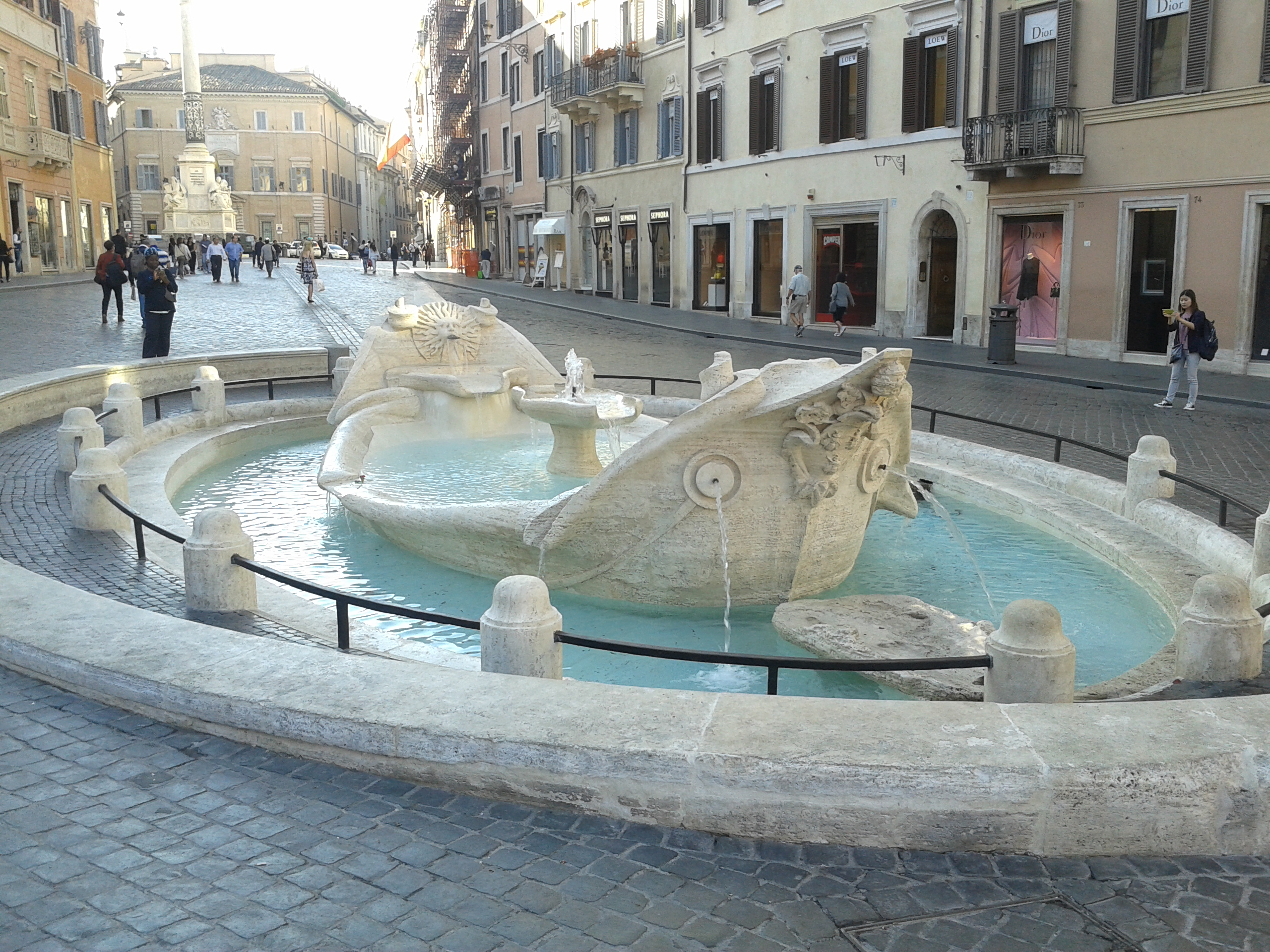
舟の噴水

舟の噴水（ふねのふんすい、Fontana della Barcaccia）または小舟の噴水、バルカッチャの噴水はイタリア、ローマにある噴水である。1629年にジャン・ロレンツォ・ベルニーニによって造られた。ローマ市内スペイン広場の中央、スペイン階段の下にある。

## 注文
本彫刻作品は1629年にウルバヌス8世により、彫刻家のピエトロ・ベルニーニとジャン・ロレンツォ・ベルニーニの親子に注文された。

## 造形的特徴
水底はターコイズ色の明るい青で、現在そこには広場を訪れた旅行者たちが願いを込めて投げた硬貨が沈んでいる。彫刻の舳は3匹の蜂をあしらったバルベリーニ家の紋章で装飾されている。これは注文主であるウルバヌス8世が同家の出身であるという事実に基づく。噴水は地面を掘りくぼませた部分に半ば地中へ没入するように配置されているが、これは噴水のために十分な水圧を得るための、建設当時の工夫だった。

## エピソード
テヴェレ川が1598年に氾濫した際に、一艘の舟がこの場所まで流れ着いたという話から、この形となったと言われる。またこの洪水の際には、クレメンス8世が広場を横切る際に船を利用した。

## ギャラリー

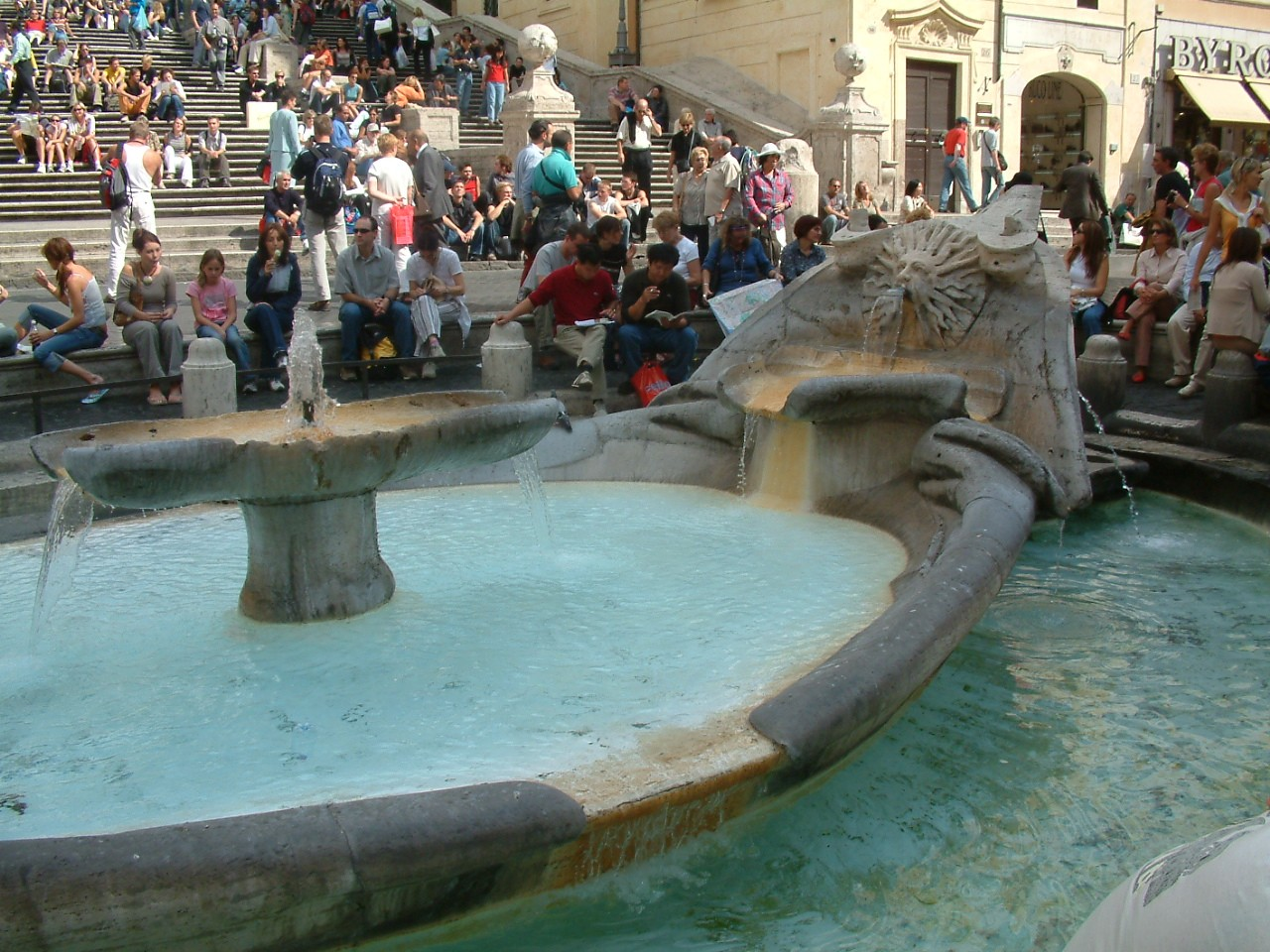
《舟の噴水》
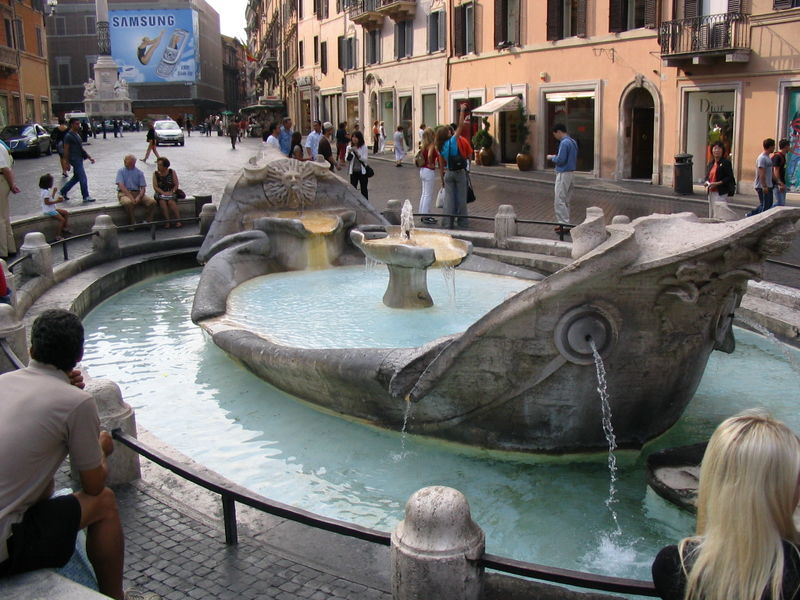
《舟の噴水》舟の舳にはバルベリーニ家紋章が確認される
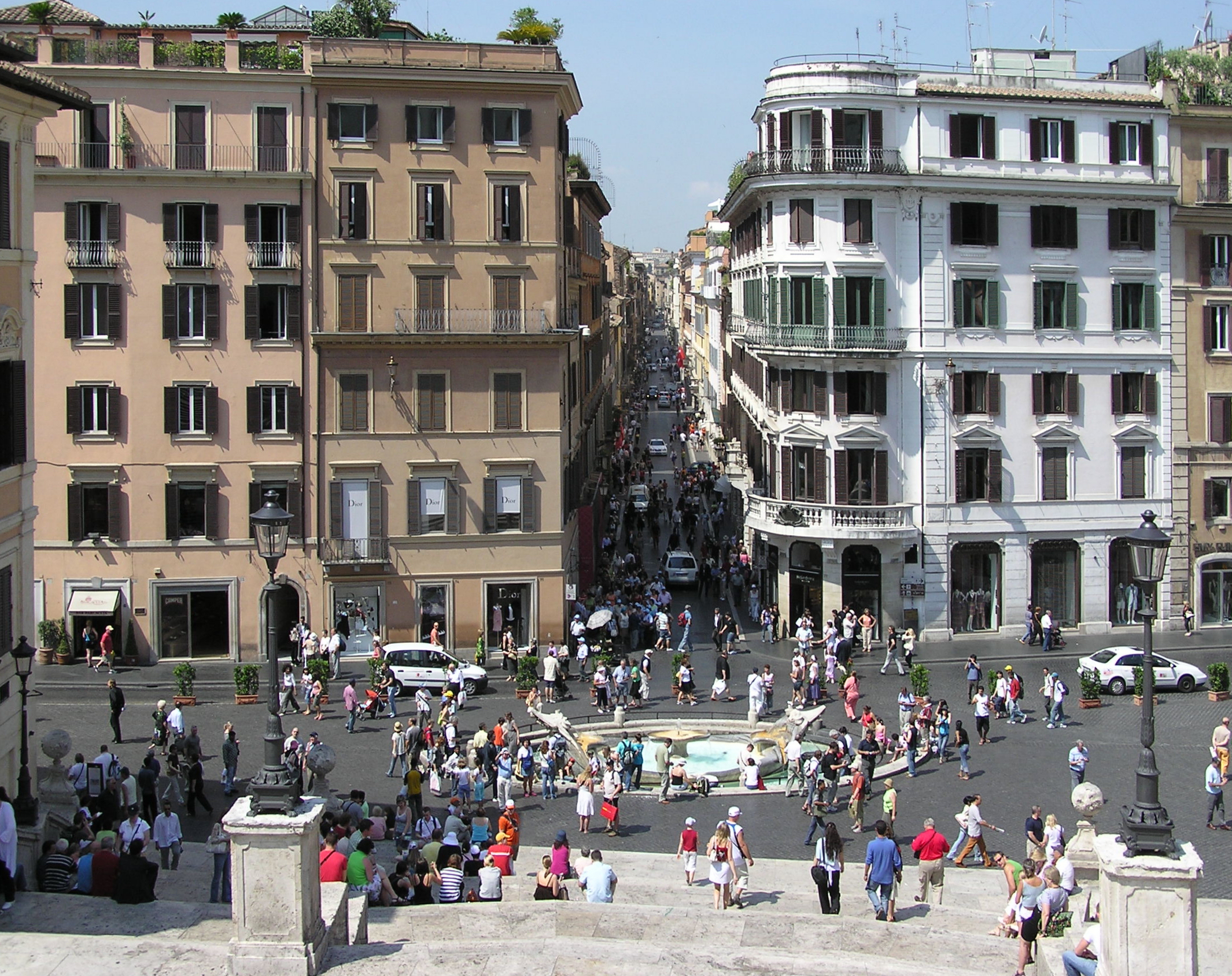
《舟の噴水》（スペイン広場）

## 参照
- ジャン・ロレンツォ・ベルニーニ
- スペイン広場 (ローマ)

座標: 北緯41度54分21秒 東経12度28分56.25秒 / 北緯41.90583度 東経12.4822917度